# Alice Masaryková
Alice Masaryková ou Alice Garrigue Masaryk (3 mai 1879 – 29 novembre 1966) était une professeure, sociologue et femme politique tchécoslovaque. Elle est une figure de proue dans le domaine de la sociologie appliquée et connue comme la fille de Tomáš Masaryk et la Première dame de Tchécoslovaquie.

## Famille
Masaryk est née à Vienne, en Autriche,, première enfant du futur fondateur et premier président de la Tchécoslovaquie, Tomáš Masaryk et de son épouse américaine Charlotte Garrigue. Ses frères et sœurs sont Herbert Masaryk, Olga Masaryková, Eleanor Masaryková et Jan Masaryk. Dans ses mémoires Masaryk se souvient d'une « heureuse et enfance accomplie... [et] se consacre principalement à l'étude des langues, de la religion et en particulier de la lecture ».

## Éducation
La famille s'installe à Prague quand elle a 3 ans, où Masaryk commence l'école en 1886. Son éducation dure jusqu'en 1898 et inclut le lycée dans la première grammar school pour filles de Prague, Minerva. Elle suit des études universitaires dans la renommée Université Charles de Prague, pour réaliser son rêve de devenir médecin. Masaryk rapporte qu'elle a pris cette occasion avec sérieux, parce qu'elle est l'une des rares femmes admises en sciences médicales. Cependant, elle quitte le département, après un an, pour plusieurs raisons. Elle continue ses études dans diverses disciplines telles que l'Histoire, la Sociologie et la Philosophie à l'Université Charles et déménage à Londres, Berlin (1901-1902) et Leipzig pour « approfondir sa formation universitaire par des études à l'étranger ». Elle reçoit un Doctorat le 23 juin 1903 avec une thèse sur La Magna Carta de la Liberté du Roi Jean sans Terre, 1215.

## Travaux
À la fin de ses études, Masaryk est invitée à rester à l'Université de Chicago Social Settlement (UCSS), où elle rencontre Julia Lathrop, Mary McDowell et Jane Addams. Cette rencontre et son temps passé aux États-Unis « ont influencé son futur développement professionnel… [par] l'apprentissage des méthodes du travail social progressiste américain ». 
« C'était une chance d'arriver à Chicago au moment historique des débuts du travail social en Amérique. J'ai eu l'opportunité de rencontrer des grandes femmes qui ont compris le besoin d'une Amérique en bonne santé...  De ma visite à Chicago, je revins à la maison avec la conviction qu'il existe trois choses pour aider le travail social : la conscience spirituelle, la bonne éducation et le dévouement à son travail. » Après son retour en Tchécoslovaquie , elle travaille comme enseignante à České Budějovice de 1905 à 1910, où elle enseigne la Géographie et l'Histoire au lycée de la ville. En 1910, elle retourne à Prague pour enseigner dans une nouvelle école.
Masaryk est l'une des fondatrices du département de sociologie à l'Université Charles de Prague en 1911, qui porte sur les pathologies sociales, y compris sur des sujets tels que: « la réalité de la pauvreté, du travail et des conditions de vie des travailleurs de l'industrie de Prague, des enfants et des familles négligés, l'alcoolisme, les maladies vénériennes, de la nutrition et de l'hygiène sociale ». La collègue de Masaryk , Anna Berkovcova rapporte le credo de Masaryk : « Chaque élève — futur avocat, docteur, théologiste ou professeur — doivent être éduqués en sociologie pour mieux comprendre l'environnement où ils travailleront plus tard. »
Après avoir été arrêtée en 1915, Masaryk n'est pas autorisée à retourner au travail en tant que professeure et avec la fermeture du département de sociologie, elle commence à enseigner la sociologie à son domicile jusqu'en 1918, année où elle crée la première École Supérieure de Travail Social Tchécoslovaque, en collaboration avec Berkovcova. 
L'école est créée avec l'autorité de la Commission pour les Soins des Enfants de Bohème qui est « le seul organisme de bien-être reconnu de Bohème reconnu par l'Empire austro-hongrois ». Masaryk et Berkovcova sont reconnues comme les fondatrices de l'éducation sociale en Tchécoslovaquie. L'objectif de l'école est façonné par la « sociologie développée par Jane Addams et George Herbert Mead à l'université de Chicago… et la UCSS ».
Après la création de la République Tchécoslovaque, Masaryk est nommée à la tête de la Croix-Rouge du pays le 6 février 1919 et en est la présidente à titre gratuit jusqu'à l'invasion allemande en 1938. Cette position lui permet de changer le système de protection sociale des Autrichiens, par exemple par l'établissement de polycliniques et de cuisines d'alimentation pour les pauvres. Après l'invasion allemande de la Tchécoslovaquie en 1938, Masaryk accepte une invitation à rester à la UCSS. Une tournée de conférences sur la condition sociale de Tchécoslovaquie, où elle remplace son frère, est annulée après 5 mois. Plusieurs incidents traumatiques conduisent à son hospitalisation de 1940 à 1945. Elle est retournée en Tchécoslovaquie après la fin de la Seconde Guerre mondiale seulement pour pouvoir émigrer de nouveau lorsque l'Union soviétique s'empare du pouvoir. Elle émigre de façon permanente aux États-Unis et continue à être politiquement active pour la cause tchécoslovaque.

## Politique
L'implication d'Alice Masaryk dans la politique tchécoslovaque est éclipsée par le rôle de son père dans la création de l'état indépendant tchécoslovaque. En 1915, Masaryk est accusée de cacher les écrits politiques de son père et est détenue pendant huit mois dans une prison à Vienne. La possibilité de son exécution est seulement apaisée après que les États-Unis aient mis la pression sur le gouvernement autrichien. L'interférence américaine se base sur un tollé dans ce pays, où Masaryk est ouvertement soutenue par des personnalités de premier plan comme Julia Lathrop, Jane Addams et Mary McDowell. En 1919, Alice Masaryk est l'une des premières femmes élues comme membres du Parlement de la République Tchécoslovaque fondée le 28 octobre 1918 et dirigé par son père Tomáš Masaryk. Quand sa mère meurt en 1923, Masaryk la remplace en tant que représentante officielle aux côtés de son père et devient la Première Dame de la nouvelle République.
En 1928 Masaryk est la présidente de la Première Conférence Internationale du Travail Social et, en conséquence, elle expose clairement sa position politique en 1939 lors d'une réunion, quand « elle parla du besoin de chaque pays de poursuivre l'idée de "liberté, égalité et fraternité" comme un besoin pour produire une démocratie pour tous... Elle annonça qu'une démocratie complètement concernée par le bien-être de tous sera plus stable économiquement et plus humaine politiquement. ». Masaryk est une partisane active de l’enseignement féminin et son père contribue au fonds monétaire pour le Premier mouvement International de la Fédération Internationale des Femmes diplômées des universités (FIFDU). 
L'occupation allemande force Masaryk à l'exil. Elle continue à être active politiquement lors de son séjour aux États-Unis, en se consacrant à des activités de bienfaisance. Avec l'attaque allemande contre la Pologne le 1er septembre 1939, Masaryk « rejoint ouvertement la campagne pour la libération de la Tchécoslovaquie ». Avec la fin de la Seconde Guerre mondiale, Masaryk rentre des États-Unis pour assister à la prise de contrôle du pays par l'Union soviétique en 1948. Quand son frère, alors Ministre des affaires Étrangères est retrouvé mort en mars 1948, Alice Masaryk est forcée d'émigrer et elle trouve un refuge définitif aux États-Unis. Elle emporte son travail politique et de 1950 à 1954, « parle souvent sur Radio Free Europe, en encourageant ceux qui sont restés en Tchécoslovaquie à rester ferme dans leur lutte pour la démocratie ».

## Publications
- « The Bohemian in Chicago », in: Charities and the Commons (1904), 13, p. 206-210.
- « Foreword », in Mary E. Hurlbutt (ed.) (1920a) Social Survey of Prague, Vol 3, Prague: Ministry of Welfare, p. 7–8.
- « From an Austrian Prison », in: The Antlantic Monthly (1920b), 126, p. 577–587.
- « The Prison House », in The Atlantic Monthly (1920c), 126, p. 770–779.
- « A Message from Alice Masaryk », in: The Survey (1921a), 46, p. 333.
- « The Program of the Czechoslovak Red Cross after 18 months », in: Revue Internationale de la Croix-Rouge (1921b), p. 736–739.
- « Help for Russia », in: Revue Internationale de la Croix-Rouge (1921c), p. 863–864.
- « The Bond Between Us », in Proceedings of the National Conference of Social Work (1939), New York, Columbia University Press, p. 69–74.